# 查查科馬尼山 (奧魯羅省)
18°19′46″S 68°58′18″W / 18.32944°S 68.97167°W
查查科馬尼山（Chachakumani），是玻利維亞的山峰，位於該國奧魯羅省的薩亞馬省，處於烏馬拉塔火山和孔多爾伊基尼亞山東北面、奧克奧克尼火山東南面，屬於安第斯山脈中玻利維亞西部山脈的一部分，海拔高度4,712米。